# Pszów (stacja towarowa)
Pszów – nieczynna kolejowa stacja towarowa w Pszowie, w województwie śląskim, w Polsce. Wykorzystywana była przez KWK Rydułtowy-Anna. Do roku 1974 obsługiwała także ruch pasażerski.
W lipcu 2015 PLK PKP rozpoczęły procedurę likwidacji linii Racibórz-Syrynia łącznie z odgałęzieniem do Pszowa.
W latach 1975-1994 nosiła nazwę Wodzisław Śląski-Pszów.